# 統営市
統営市（トンヨンし/とうえいし）は、大韓民国慶尚南道の市。
市名の由来は朝鮮水軍の名将・李舜臣が閑山島に統制営を置いたことによる。

## 地理
慶尚南道南部にある固城（コソン/こじょう）半島南部と南海の140の島からなる。李舜臣で有名な閑山島も含まれる。東は巨済市、西は南海郡、北は固城郡と接し、南は海である。

## 歴史
- 1604年 - 巨済県頭龍浦に三道水軍統制営を設置。
- 1617年 - 巨済県頭龍浦が固城県に委嘱され、春元面に改称。
- 1895年 - 統制営廃止。

### 統営市・忠武市
- 1955年9月1日 - 統営郡統営邑が忠武市に昇格・改称。
- 1973年 - 統営郡龍南面霧田里を編入。
- 1995年
  - 1月1日 - 忠武市・統営郡が合併し、統営市が発足。[2]（7面）
  - 3月2日 - 山陽面が山陽邑に昇格。（1邑6面）
- 2005年12月14日 - 統営大田高速道路の開通により、ソウルから4時間程かけて統営市に到着する事が可能になる。
- 2008年4月18日 - 統営ロープウェー竣工・開通
- 2010年
  - 12月13日 巨加大橋の開通により釜山と接続され、さらに2011年6月9日には1日の訪問者数は10,209人と過去最高となり、地域経済の活性化へと繋がった。[3]
  - 12月31日 - 道泉洞と仁平洞が道泉洞に、美修1洞と美修2洞が美修洞に、鳳平洞と道南洞が鳳平洞にそれぞれ統合。

### 統営郡
- 1900年5月16日 - 固城郡の統制営址全域および道善面・光二面・光三面、巨済郡の加佐島、閑山島をもって鎮南郡を設置。
- 1909年 - 鎮南郡が龍南郡に改称。
- 1914年4月1日 - 郡面併合により、巨済郡および龍南郡の大部分（光二面・光南面を除く）を統営郡として編成。統営郡に以下の面が成立。[4]（15面）
  - 統営面・山陽面・道山面・光道面・遠梁面・閑山面・長木面・二運面・屯徳面・巨済面・沙等面・一運面・東部面・河清面・延草面

| 朝鮮総督府令第111号                                  |            |
| 旧行政区域                                           | 新行政区域 |
| 龍南郡春元面、加佐面、西面の一部、東面               | 統営面     |
| 龍南郡山陽面、西面の一部                             | 山陽面     |
| 龍南郡道善面、山内面                                 | 道善面     |
| 龍南郡道南面、光三面                                 | 光道面     |
| 龍南郡蛇梁面、遠三面                                 | 遠梁面     |
| 龍南郡閑山面                                         | (変動無し) |
| 巨済郡屯徳面、沙等面、一運面、東部面、河清面、延草面 | (変動無し) |
| 巨済郡西部面                                         | 巨済面     |
| 巨済郡長木面、外浦面の一部                           | 長木面     |
| 巨済郡二運面、外浦面の一部                           | 二運面     |
- 1917年 - 統営面の市街地を除いた東部10里を龍南面に分離し、西部の堂洞里・仁坪里・坪林里の3里を山陽面に編入。（16面）
- 1929年4月1日 - 龍南面倉湖里が沙等面に編入。[5]（16面）
- 1931年4月1日 - 統営面が統営邑に昇格。[6]（1邑15面）
- 1938年10月1日 - 二運面が長承浦邑に昇格。[7]（2邑14面）
- 1939年4月1日 - 山陽面美修里・鳳坪里・道南里・堂洞里・仁坪里・坪林里が統営邑に編入。[8]（2邑14面）
- 1953年1月1日 - 長承浦邑・長木面・屯徳面・巨済面・沙等面・一運面・東部面・河清面・延草面をもって巨済郡を復活。これにより統営郡の領域は縮小。[9]（1邑6面）
- 1955年
  - 7月1日 - 遠梁面を欲知面・蛇梁面に分割。[10]（1邑7面）

| 法律第360号 지방자치단체의폐치분합및구역변경에관한법률 |            |
| 旧行政区画                                             | 新行政区画 |
| 遠梁面東港里、西山里、頭尾里、蓮花里、老大里           | 欲知面     |
| 遠梁面琴坪里、敦池里、邑徳里、良池里                   | 蛇梁面     |
- - 9月1日 - 統営邑が忠武市に昇格・分離。[11]（7面）
- 1973年7月1日（7面）
  - 龍南面霧田里が忠武市に編入。
  - 南海郡二東面の一部（葛島）が欲知面に編入。
- 1995年1月1日 - 統営郡が忠武市と合併し、統営市が発足。統営郡消滅。

## 行政

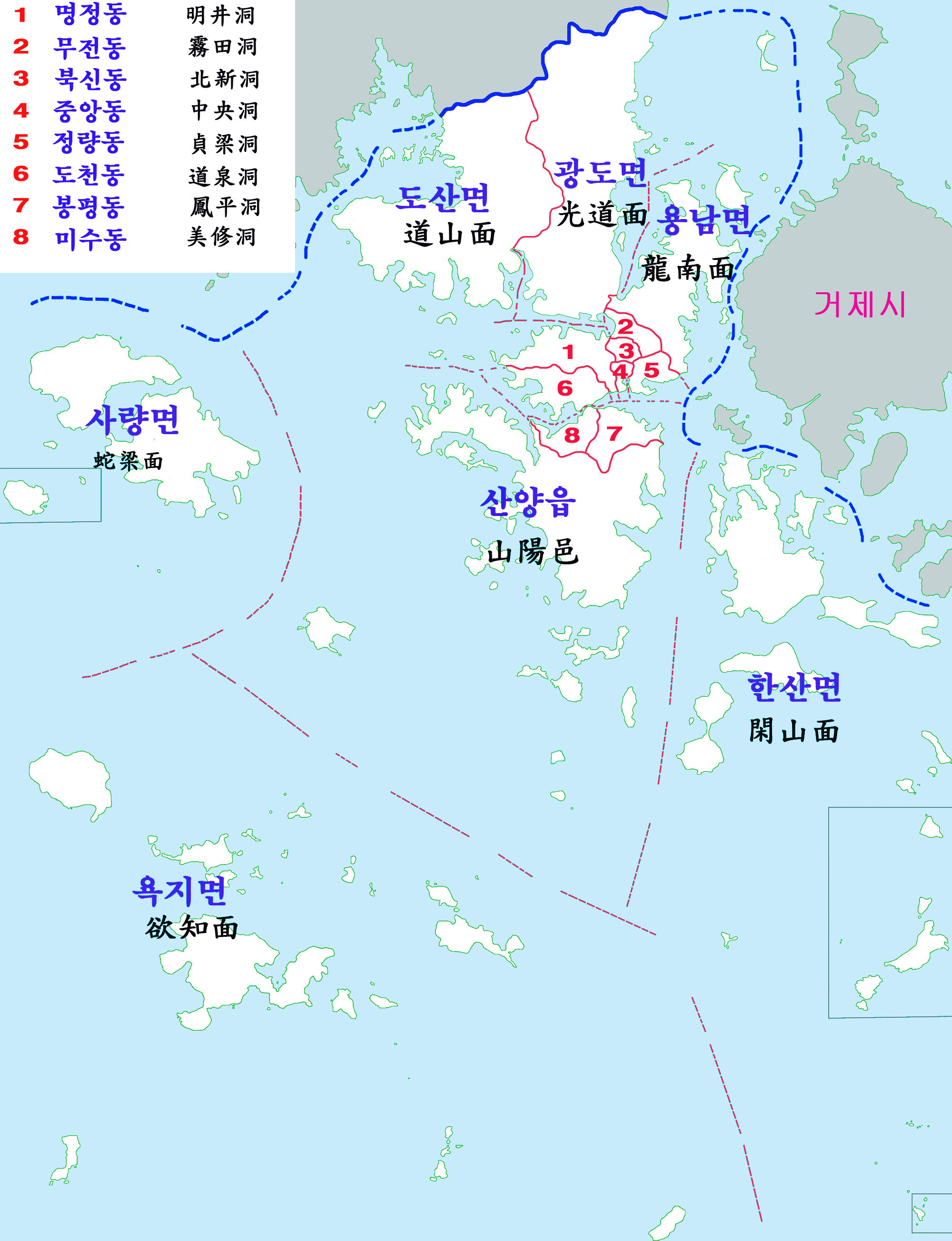
行政区域図

### 行政区域
| 行政洞・邑・面 | 法定洞・法定里                                                                         |
| -------------- | -------------------------------------------------------------------------------------- |
| 道泉洞         | 道泉洞、堂洞、仁坪洞、坪林洞                                                           |
| 明井洞         | 西湖洞、明井洞、坪林洞                                                                 |
| 中央洞         | 港南洞、中央洞、文化洞、太平洞                                                         |
| 貞梁洞         | 貞梁洞、東湖洞                                                                         |
| 北新洞         | 北新洞                                                                                 |
| 霧田洞         | 霧田洞                                                                                 |
| 美修洞         | 美修洞                                                                                 |
| 鳳坪洞         | 鳳坪洞、道南洞                                                                         |
| 山陽邑         | 永運里、新田里、弥南里、延和里、三徳里、藍坪里、豊和里、昆里里、楸島里、楮林里、烟谷里 |
| 龍南面         | 東達里、院坪里、長坪里、章門里、三和里、花三里、紙島里、於義里                         |
| 道山面         | 院山里、道善里、法松里、貫徳里、五倫里、猪山里、水月里                                 |
| 光道面         | 黄里、安井里、徳浦里、牛洞里、魯山里、竹林里、龍湖里                                   |
| 欲知面         | 東港里、西山里、頭尾里、蓮花里、老大里                                                 |
| 蛇梁面         | 琴坪里、敦池里、邑徳里、良池里                                                         |
| 閑山面         | 頭億里、濂湖里、倉佐里、荷所里、秋蜂里、龍虎里、比珍里、毎竹里                         |

### 警察
- 統営警察署（光道面にある）

### 消防
- 統営消防署（光道面にある）

## 観光
海上国立公園である閑麗海上国立公園の中核基地となる観光リゾート地で、 統営運河に架かる統営大橋の夜景が美しい。山頂に1953年6月建立の李舜臣の銅像が立つ南望山（高さ 80 m）から閑麗水道を一望できる。
李氏朝鮮時代には海軍総司令部といえる水軍統制本営があったため、1603年建造の洗兵館や李舜臣を祭る忠烈祠などがある。
また1932年に開通した東洋初の海底トンネルである統営海底トンネル（人道、長さ 483 m）が統営半島の南端と弥勒島の間を結ぶ。

## 経済
造船業が盛んで、中・小の企業が多数存在していた。造船の好況がピークの2010年には地域総生産の半分近くを造船業が創出していた。しかし2010年代の造船産業の不況の中で次々と倒産。2018年には比較的規模の城東造船海洋までもが政府の管理下に置かれ、工場は事実上閉鎖された。地域経済の落ち込みにより、統営市の失業率は全国2位になっている。

## 気候
- 最高気温極値36.9℃（1994年7月23日）
- 最低気温極値-11.6℃（1977年2月16日）

| 統営市の気候                                                | 統営市の気候 | 統営市の気候 | 統営市の気候 | 統営市の気候  | 統営市の気候  | 統営市の気候  | 統営市の気候   | 統営市の気候  | 統営市の気候  | 統営市の気候 | 統営市の気候 | 統営市の気候 | 統営市の気候     |
| 月                                                          | 1月          | 2月          | 3月          | 4月           | 5月           | 6月           | 7月            | 8月           | 9月           | 10月         | 11月         | 12月         | 年               |
| ----------------------------------------------------------- | ------------ | ------------ | ------------ | ------------- | ------------- | ------------- | -------------- | ------------- | ------------- | ------------ | ------------ | ------------ | ---------------- |
| 最高気温記録 °C （°F）                                      | 18.4 (65.1)  | 19.1 (66.4)  | 21.8 (71.2)  | 26.7 (80.1)   | 30.7 (87.3)   | 30.8 (87.4)   | 36.9 (98.4)    | 36.3 (97.3)   | 33.5 (92.3)   | 29.4 (84.9)  | 25.2 (77.4)  | 19.6 (67.3)  | 36.9 (98.4)      |
| 平均最高気温 °C （°F）                                      | 7.9 (46.2)   | 9.6 (49.3)   | 13.3 (55.9)  | 17.9 (64.2)   | 22.1 (71.8)   | 24.8 (76.6)   | 27.6 (81.7)    | 29.6 (85.3)   | 26.7 (80.1)   | 22.3 (72.1)  | 16.2 (61.2)  | 10.2 (50.4)  | 19.0 (66.2)      |
| 日平均気温 °C （°F）                                        | 3.1 (37.6)   | 4.8 (40.6)   | 8.7 (47.7)   | 13.3 (55.9)   | 17.6 (63.7)   | 20.9 (69.6)   | 24.4 (75.9)    | 26.0 (78.8)   | 22.5 (72.5)   | 17.4 (63.3)  | 11.3 (52.3)  | 5.4 (41.7)   | 14.6 (58.3)      |
| 平均最低気温 °C （°F）                                      | −0.8 (30.6)  | 0.6 (33.1)   | 4.5 (40.1)   | 9.2 (48.6)    | 13.9 (57)     | 18.0 (64.4)   | 22.0 (71.6)    | 23.4 (74.1)   | 19.4 (66.9)   | 13.6 (56.5)  | 7.3 (45.1)   | 1.3 (34.3)   | 11.0 (51.8)      |
| 最低気温記録 °C （°F）                                      | −11.2 (11.8) | −11.6 (11.1) | −8.9 (16)    | −1.6 (29.1)   | 6.1 (43)      | 11.4 (52.5)   | 15.6 (60.1)    | 15.0 (59)     | 11.8 (53.2)   | 2.7 (36.9)   | −3.8 (25.2)  | −9.3 (15.3)  | −11.6 (11.1)     |
| 降水量 mm （inch）                                          | 32.2 (1.268) | 49.5 (1.949) | 92.4 (3.638) | 138.8 (5.465) | 159.6 (6.283) | 195.8 (7.709) | 289.1 (11.382) | 243.9 (9.602) | 177.1 (6.972) | 76.4 (3.008) | 48.6 (1.913) | 32.4 (1.276) | 1,535.8 (60.465) |
| 平均降水日数 （≥0.1 mm）                                    | 4.9          | 5.4          | 8.2          | 9.2           | 9.4           | 10.5          | 14.4           | 11.7          | 8.8           | 5.3          | 6.1          | 4.6          | 98.5             |
| % 湿度                                                      | 53.7         | 55.3         | 60.7         | 65.6          | 72.1          | 79.4          | 84.9           | 81.0          | 75.3          | 67.3         | 63.5         | 56.0         | 67.9             |
| 平均月間日照時間                                            | 196.8        | 189.2        | 202.8        | 209.0         | 221.4         | 174.4         | 154.6          | 186.2         | 170.3         | 210.9        | 190.4        | 199.8        | 2,305.8          |
| 出典：韓国気象庁 (平均値：1991年-2020年、極値：1968年-現在) |              |              |              |               |               |               |                |               |               |              |              |              |                  |

## 交通

### 鉄道路線
- 統営ケーブルカー

### バス
- 統営総合バスターミナル（光道面にある）
  - 高速バスは、ソウル高速バスターミナルへは40～60分間隔で、所要時間4時間10分。ソウル南部バスターミナルへも高速バス扱いとなり、30～40分間隔で運行。その他大田・麗水・光州などへの便がある。
  - 市外バスは、釜山西部バスターミナルへは1時間3～8本運行で、所要時間1時間40分。釜山総合高速バスターミナルへは20分間隔の運行。その他大邱(大邱北部市外バスターミナル)・蔚山・順天・固城郡・長承浦(巨済市)・晋州/泗川空港などへの便がある。

### 高速道路
- 統営-大田・中部高速道路(35号線)
  - 統営インターチェンジ - 北統営インターチェンジ

### 国道
- 国道14号線 (韓国)

## 姉妹都市・交流都市
- 姉妹都市
  - ソウル特別市江南区
  - 京畿道果川市
  - 全羅南道麗水市
  - 慶尚南道陜川郡
  -  日本 埼玉県狭山市
  -  日本 岡山県玉野市
  -  中国 山東省栄成市
  -  アメリカ合衆国 アメリカ合衆国カリフォルニア州フレズノ郡 (カリフォルニア州) リードレイ

- 交流都市
  -  日本 滋賀県東近江市